# ジョン・チカイ
ジョン・チカイ（John Tchicai、1936年4月28日 - 2012年10月8日）は、デンマークのフリー・ジャズ・サクソフォーン奏者、作曲家。

## 略歴
チカイはデンマークのコペンハーゲンでデンマーク人の母とコンゴ人の父の間に生まれた。一家はオーフスに移り、幼い頃はヴァイオリンを学び、10代半ばでクラリネットとアルトサックスを始め、特に後者に力を入れた。1950年代後半には北欧を旅して多くのミュージシャンと演奏するようになる。
1962年、ヘルシンキのフェスティバルでトランペット奏者のビル・ディクソンとサックス奏者のアーチー・シェップと出会う。彼らの提案で翌年、ニューヨークに移住し、ジャズの十月革命に参加し、ニューヨーク・コンテンポラリー・ファイヴとニューヨーク・アート・カルテットに加わった。また、シェップの『フォア・フォー・トレーン』、アルバート・アイラーの『ニューヨーク・アイ・アンド・イアー・コントロール』、ジョン・コルトレーンの『アセンション』、ジャズ・コンポーザーズ・オーケストラの『コミュニケーション』など、影響力のあるフリー・ジャズの録音に数多く参加した。
ニューヨークでの活動の後、チカイは1966年にデンマークに戻り、その後まもなく音楽教育にほとんどの時間を割くようになった。デンマークやヨーロッパの音楽家たちと小さなオーケストラ、カデンツァ・ノヴァ・ダーニカを結成し、ムジカ・エレットロニカ・ヴィヴァとのコラボレーションやマルチメディア・イベントでの演奏も行った。1968年、アムステルダムのインスタント・コンポーザーズ・プールの創設メンバーとなった。1969年3月にはケンブリッジ大学で開かれた前衛音楽のコンサートに出演し、ジョン・レノンとオノ・ヨーコと共演した。この共演の模様は、同年5月に発表されたレノンとオノのアルバム『「未完成」作品第2番 ライフ・ウィズ・ザ・ライオンズ』の片面を占める「ケンブリッジ1969」に収録されている。
1975年8月30日、ウィリサウ・ジャズ・フェスティバルに出演し、スイス人ピアニストのイレーネ・シュヴァイツァーと共演した。その模様は同年末に『Willi The Pig』としてリリースされた。1970年代後半、チカイは定期的なギグとレコーディングのスケジュールへと戻った。1980年代前半にはテナーサックスに転向した。1990年、デンマーク文化省から生涯補助金を授与された。
1991年、チカイは妻とともにカリフォルニア州デイビスに移り住み、いくつかのアンサンブルを率いている。1997年、国立芸術基金よりフェローシップを授与される。その後、ヘンリー・カイザーとワダダ・レオ・スミスによるヨ・マイルス!・バンドのメンバーを務めた。それは、マイルス・デイヴィスのエレクトリック期を探求するミュージシャンたちの緩やかな集合体であった。
2001年からは南仏ペルピニャン近郊に住んでいた。2012年6月11日、スペイン・バルセロナの空港で脳内出血を発症。2012年10月8日にペルピニャン病院で死去した。76歳であった。
2021年には、チカイの元妻で20年来の協力者であるマルグリエット・ネイバーが執筆した『A Chaos with Some Kind of Order』と題する伝記がイヤー・ハート・マインド・メディアから出版された。作家のリチャード・ウィリアムズは本書を「（チカイの）人生と仕事に関する親密で貴重な記録」と評した。

## ギャラリー

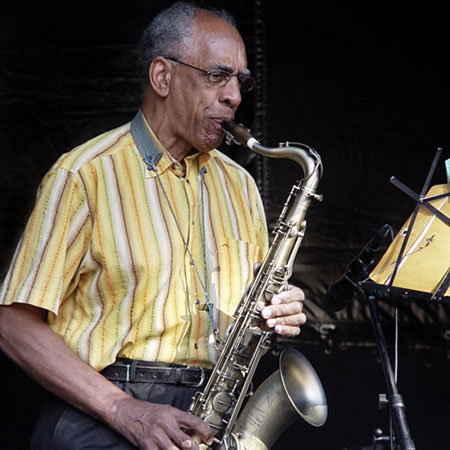
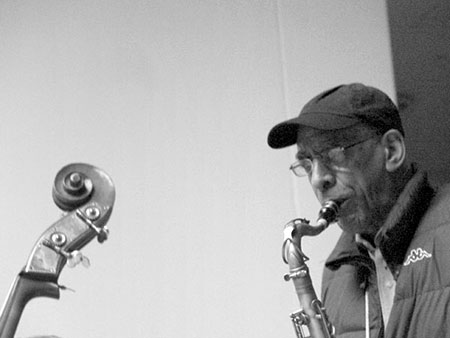
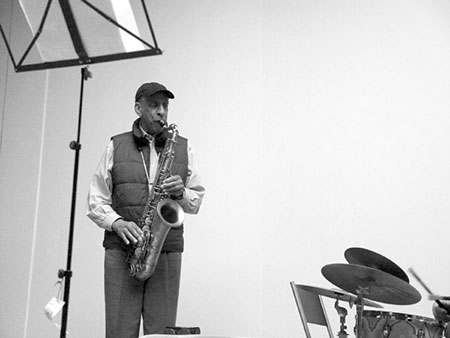
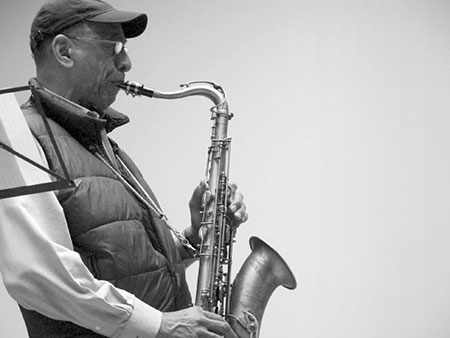
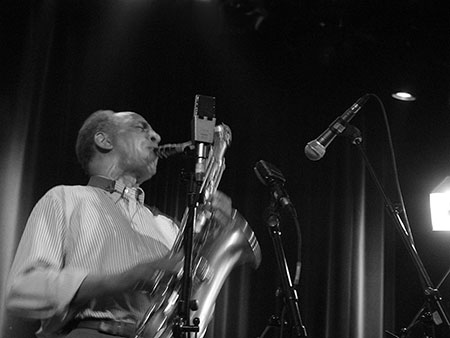
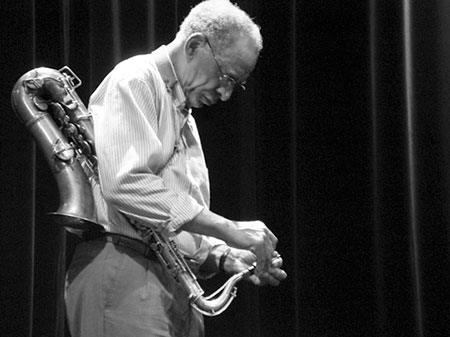

## ディスコグラフィ

### リーダー・アルバム
- 『ルーファス』 - Rufus (1966年、Fontana) ※with アーチー・シェップ
- 『カデンツァ・ノヴァ・ダーニカ』 - Cadentia Nova Danica (1968年、Polydor)
- 『アフロディシエイカ』 - Afrodisiaca (1969年、MPS) ※with カデンツァ・ノヴァ・ダーニカ
- Willi The Pig (1975年、Willisau) ※with イレーネ・シュヴァイツァー
- Darktown Highlights (1977年、Storyville)
- Real Tchicai (1977年、SteepleChase) ※トリオ with ピエール・ドゥルジュ、ニールス＝ヘニング・エルステッド・ペデルセン
- Solo (1977年、FMP) ※with アルベルト・マンゲルスドルフ
- Barefoot Dance (1978年、Marge) ※with André Goudbeek
- Duets (1978年、SVM) ※with André Goudbeek
- John Tchicai & Strange Brothers (1978年、FMP)
- Live In Athens (1980年、Praxis) ※ソロ・コンサート
- Continent (1981年、Praxis) ※with Hartmut Geerken
- Merlin Vibrations (1983年、Plainisphare) ※ジョン・チカイ・オーケストラ名義
- Cassava Balls (1985年、Praxis) ※with Hartmut Geerken、Don Moye
- The African Tapes Volume 1 (1987年、Praxis) ※with Hartmut Geerken、Don Moye
- Timo's Message (1987年、Black Saint) ※ジョン・チカイ・グループ名義
- 『プット・アップ・ザ・ファイト』 - Put Up The Fight (1987年、Storyville)
- The African Tapes Volume 2 (1988年、Praxis) ※with Hartmut Geerken、Don Moye
- Tchicai / Clinch (1988年、Olufsen Records) ※with Clinch (ジャズ・トリオ)
- Satisfaction (1992年、Enja) ※with ヴィトルド・レック
- Grandpa's Spells (1993年、Storyville) ※with ミシャ・メンゲルベルク
- Love Is Touching (1995年、B&W) ※with the Archetypes
- Love Notes From The Madhouse (1998年、8th Harmonic Breakdown) ※with ユーセフ・コマンヤーカ
- Life Overflowing (1999年、Nada)
- John Tchicai's Infinitesimal Flash (2000年、Buzz Records)
- Anybody Home? (2001年、Tutl)
- 2 X 2 (2001年、Taso) ※with ヴィトルド・レック、カール・ベルガー
- Hope Is Bright Green Up North (2003年、CIMP) ※with ピエール・ドゥルジュ、ルー・グラッシ
- Dos (2003年、CIMP) ※with アダム・レイン
- John Tchicai With Strings (2005年、Treader)
- Big Chief Dreaming (2005年、Soul Note)
- Hymne til Sofia – Hymn to Sophia (2005年、Calibrated)
- Witch's Scream (2006年、TUM) ※with アンドリュー・シリル、レジー・ワークマン
- Good Night Songs (2006年、Boxholder)
- Boiler (2007年、Ninth World Music)
- Coltrane In Spring (2008年、ILK Music)
- No Trespassing (2008年、Azzurra) ※with Ice9
- One Long Minute (2008年、NuBop) ※ジョン・チカイズ・ファイヴ・ポインツ名義
- Treader Duos (2009年、Treader)
- In Monk's Mood (2009年、SteepleChase)
- Look To The Neutrino (2009年、Zerozerojazz) ※with Lunar Quartet
- Truth Lies In-Between (2010年、Hôte Marge)

### 参加アルバム
アルバート・アイラー
- 『ニューヨーク・アイ・アンド・イアー・コントロール』 - New York Eye and Ear Control (1964年、ESP-Disk)

ベルリン・ジャズ・ワークショップ・オーケストラ
- Who Is Who? (1979年、FMP)

バインダー・クインテット
- Binder Quintet Featuring John Tchicai (1983年、Krém)

ウィレム・ブロイカー & ヨハン・ファン・デル・クーケン
- Music For His Films 1967 / 1994 (1997年、BV Haast)

ブラザーフッド・オブ・ブレス
- Yes Please (1981年、In and Out)

ブラス・トリオ (Brus Trio)
- Soaked Sorrows (1988年、Dragon)

バーニン・レッド・アイヴァンホー (Burnin' Red Ivanhoe)
- M 144 (1969年、Sonet)

カーティス・クラーク
- Letter to South Africa (1987年、Nimbus) ※with エルンスト・レイスグル、エルンスト・グレールム、ルイス・モホロ

ジョン・コルトレーン
- 『アセンション』 - Ascension (1965年、Impulse!)

ピーター・ダンストラップ
- Reptiles in the Sky (2010年、Gateway)
- Beautiful Untrue Things (2012年、Gateway)

Dell – Westergaard – Lillinger
- Dell – Westegaard – Lillinger feat. John Tchicai (2012年、Jazzwerkstatt)

ピエール・ドゥルジュ
- Ballad Round the Left Corner (1980年、Steeplechase)
- Ball At Louisiana (1983年、Steeplechase)
- Brikama (1984年、Steeplechase) ※with ニュー・ジャングル・オーケストラ
- Very Hot, Even The Moon Is Dancing (1985年、Steeplechase) ※with ニュー・ジャングル・オーケストラ
- Johnny Lives (1987年、Steeplechase) ※with ニュー・ジャングル・オーケストラ
- Different Places - Different Bananas (1989年、Olufsen) ※with ニュー・ジャングル・オーケストラ
- Peer Gynt (1989年、Olufsen) ※with ニュー・ジャングル・オーケストラ
- Live In Chicago (1991年、Olufsen) ※with ニュー・ジャングル・オーケストラ
- Giraf (1998年、Dacapo Records) ※with ニュー・ジャングル・オーケストラ

ジョニー・ダイアニ
- Witchdoctor's Son (1978年、SteepleChase) ※with ドゥドゥ・プクワナ
- Angolian Cry (1986年、SteepleChase)

ジョン・エ―リス
- John Ehlis Ensemble (1996年、Sivac)
- Along the Way (2012年、Sivac)

ジ・エンジンズ
- Other Violets (2013年、Not Two)

ガーリソン・フューエルズ・ヴァリアブル・デンシティ・サウンド・オーケストラ
- Evolving Strategies (2012年、Not Two)

チャールズ・ゲイル
- Always Born (1988年、Silkheart)

ジョルジュ・グルンツ
- Monster Sticksland Meeting Two – Monster Jazz (1974年、MPS / BASF)

ポール・ヘミングス
- Letter From America (2007年、Leading Tone Records)

インスタント・コンポーザーズ・プール
- Instant Composers Pool Album (1968年、ICP) ※with ミシャ・メンゲルベルク、ハン・ベニンク
- Tetterettet (1977年、ICP)
- Fragments (1978年、ICP) ※with ミシャ・メンゲルベルク、ハン・ベニンク、デレク・ベイリー

ジャズ・コンポーザーズ・オーケストラ
- 『コミュニケーション』 - Communication (1965年、Fontana)

ヘンリー・カイザー & ワダダ・レオ・スミス
- Yo Miles! Sky Garden (2003年、Cuneiform)
- Yo Miles! Upriver (2013年、Cuneiform)

アダム・レイン
- Fo(u)r Being(s) (2002年、CIMP)

ジョン・レノン & オノ・ヨーコ
- 『「未完成」作品第2番 ライフ・ウィズ・ザ・ライオンズ』 - Unfinished Music No. 2: Life with the Lions (1969年、Zapple)

ヨルゲン・レス
- Jazz Jamboree 1962 Vol.4 (2013年、Jazzhus Disk) ※レスの名前がアルバムに載っているが、彼はミュージシャンではなく演奏もしていない

ニューヨーク・アート・カルテット
- 『ニューヨーク・アート・カルテット』 - New York Art Quartet (1964年、ESP-Disk)
- 『モホーク』 - Mohawk (1965年、Fontana)
- 『35thリユニオン』 - 35th Reunion (2000年、DIW)
- Old Stuff (2010年、Cuneiform)
- Call It Art (2013年、Triple Point)

ニューヨーク・コンテンポラリー・ファイヴ
- 『コンシーケンセス』 - Consequences (1963年、Fontana)
- 『アーチー・シェップ&ザ・ニューヨーク・コンテンポラリー・ファイヴ VOL.1』 - New York Contemporary Five Vol.1 (1963年、Sonet)
- 『アーチー・シェップ&ザ・ニューヨーク・コンテンポラリー・ファイヴ VOL.2』 - New York Contemporary Five Vol.2 (1963年、Sonet)
- 『ビル・ディクソンとアーチー・シェップ』 - Bill Dixon 7-tette/Archie Shepp and the New York Contemporary Five (1964年、Savoy) ※LP片面に参加

ジャンカルロ・ニコライ
- Giancarlo Nicolai Trio & John Tchicai (1987年、Leo)

オープン・オーケストラ
- The Spiritual Man (2009年、Terre Sommerse)

フランシスコ・リオ
- Ancient Civilizations (1997年、Pulque) ※with カール・ベルガー

レント・ロムス
- Adapt... or DIE! (1997年、Jazzheads) ※with Lords of Outland

ラズウェル・ラッド
- 『ラズウェル・ラッド＝ジョン・チカイ』 - Roswell Rudd (1971年、America)

アーチー・シェップ
- 『フォア・フォー・トレーン』 - Four for Trane (1964年、Impulse!)

カトリーヌ・スワルスキ・アンド・アナザー・ワールド
- Message of Love (2013年、Gateway)

セシル・テイラー
- Winged Serpent (Sliding Quadrants) (1985年、Soul Note)

Triot
- Sudden Happiness (2004年、TUM)

Wiebelfetzer
- Live (1971年、Bazillus)

ユグドラシル (Yggdrasil)
- Den Yderste Ø (1981年、Tutl)
- Yggdrasil (2002年、Tutl)
- Concerto Grotto (1984年、Tutl)
- Askur (2007年、Tutl)

De Zes Winden (The Six Winds)
- Live At The Bim And More (1986年、BV Haast)
- Elephants Can Dance (1988年、Sackville)
- Man Met Muts (1990年、BV Haast)
- Anger Dance (1993年、BV Haast)
- Manestraal (1997年、BV Haast)